# Огњен Тадић
Огњен Тадић (Сарајево, 20. април 1974) српски је политичар, правник, новинар и социолог из Бања Луке.

## Образовање и научно-истраживачки рад
Основну и средњу Машинску техничку школу завршио је у Сарајеву. Дипломирао је на Правном факултету Универзитета у Бањој Луци. Магистрирао је на Факултету политичких наука Универзитета у Бањој Луци на тему „Друштвени конфликти у БиХ на крају XX и почетком XXI вијека“.
Аутор је књига "Поље сукоба" (Бесједа, Бања Лука, 2023., прво издање; Службени гласник Републике Српске, Бања Лука, 2025., друго издање), “Дејтонско право” (Службени гласник Републике Српске, Бања Лука, 2025.) и “Дејтонска политика” (Службени гласник Републике Српске, Бања Лука, 2025.), као и више научних и стручних чланака из подручја социологије и права.

## Политичка каријера
Од 2023. је савјетник предсједника Републике Српске Милорада Додика. Раније је два пута био савјетник предсједника Републике Српске. Први пут као савјетник за друштвене дјелатности, питања избјеглица и расељених лица у вријеме предсједника Републике и предсједника Српске радикалне странке Републике Српске Николе Поплашена, а други пут као политички савјетник у вријеме предсједника Републике и предсједника Српске демократске странке Драгана Чавића. Био је и шеф Кабинета предсједника Републике Српске у вријеме предсједника Републике др Николе Поплашена.
На редовним изборима 2002. године као кандидат Српске радикалне странке Републике Српске за српског члана Предсједништва БиХ заузео је треће мјесто са око 9% гласова, 2007. године на ванредним изборима као кандидат Српске демократске странке за предсједника Републике Српске заузео је друго мјесто са око 35% гласова, а 2010. године као кандидат Коалиције „Заједно за српску“ за предсједника Републике Српске заузео је друго мјесто са око 37% гласова. На општим изборима одржаним 2014. г. у трци за предсједника Републике Српске Огњен Тадић је као кандидат коалиције "Савез за промјене" добио подршку 44,28% гласова и поново освојио друго мјесто, а његов противкандидат Милорад Додик је побиједио са 45,38% гласова.
У  сазиву Народне скупштине Републике Српске (2006—2010) био је народни посланик у име Српске демократске странке.
У  сазиву Дома народа Парламентарне скупштине БиХ (2010—2014) био је делегат и предсједавајући/замјеник предсједавајућег Дома.
На исте дужности је реизабран и у VII сазив Дома народа (2014—2018).
За делегата у V сазив Вијећа народа Републике Српске изабран је 2018. године и на тој дужности био до краја 2022. године.
Био је делегат у Парламентарној скупштини Медитерана (2011—2019), а раније је био стални посматрач при Скупштини Западноевропске уније (2008—2010).
Тадић је био потпредсједник Српске демократске странке (ту странку су 1990. године основали др Јован Рашковић у СР Хрватској, и др Радован Караџић у СР Босни и Херцеговини).
Прије чланства у Српској демократској странци био је члан Предсједништва Српске радикалне странке (ту странку су 1991. године основали др Војислав Шешељ и Томислав Николић).
Био је потпредсједник и Демократског народног савеза (ту странку су 2000. године основали др Драган Костић и Марко Павић).

## Санкције
Први пут га је санкционисала Привремена изборна комисија Босне и Херцеговине на ванредним изборима за Народну скупштину Републике Српске одржаним 1997. г. Уклоњен је са листе кандидата Српске радикалне странке на којој је заузимао треће мјесто од укупно петнаест изабраних посланика.
Други пут је санкционисан 1998. г. послије Општих избора када му је Привремена изборна комисија одузела добијени мандат народног посланика у Народној скупштини Републике Српске (до данас најмлађи изабрани народни посланик у историји Републике Српске), заједно са још осам других кандидата Српске радикалне странке Републике Српске. По мишљењу Привремене изборне комисије Тадић је након уклањања са листе кандидата подстицао насиље и дестабилизацију Босне и Херцеговине.
Трећи пут је санкционисан 1999. г., посредно, у вријеме предсједника Републике др Николе Поплашена, тако што му је престала дужност савјетника предсједника Републике Српске због одлуке високог представника о смјени предсједника Поплашена.
Четврти пут је санкционисан 1999. г. одлуком Привремене изборне комисије и ОХР-а, као генерални секретар Српске радикалне странке Републике Српске, заједно са предсједником те странке др Николом Поплашеном и предсједником Извршног одбора те странке Мирком Благојевићем. Све тројици онемогућен је политички рад, а странци учешће на изборима. Ова забрана трајала је до 2002. г.

## Лични живот
Ожењен је проф. др сц. мед. Далиборком Тадић (рођено Милуновић) и отац је три дјетета. По оцу води порекло из села Врхпрача, са планине Јахорине, односно из Црне Горе, село Смријечно - Пива одакле су Тадићи доселили у околину Сарајева, а по мајци (рођ. Капор) из Херцеговине, село Мириловићи, Билећа. По вјероисповијести је православац.

## Професионални пут
У вријеме активног бављења адвокатуром (адвокат 2001-2011 и адвокатски приправник 1999-2001) био је у више мандата члан Извршног одбора Адвокатске коморе Републике Српске и предсједник Збора адвоката регије Бања Лука.
Био је члан Предсједништва Удружења правника Републике Српске и Скупштине Савеза Удружења правника Србије и Удружења правника Републике Српске.
Био је новинар Омладинског радија Радио Сарајево, ТВ СА 3 – трећег програма ТВ Сарајево, НРТВ Добре вибрације Сарајево и ратни извјештач С-канал-а Пале, потом ТВ Бања Лука и Српске-радио телевизије Пале – Бања Лука.

## Ратни пут
Био је припадник Војске Републике Српске.
Као новинар је у заробљеништву у Хрватској и Херцег-Босни провео шест мјесеци (јануар 1993 — јули 1993), одакле је ослобођен након размјене. Пред Војним судом у Сплиту изречена му је шестогодишња казна затвора због наводне оружане побуне и обавјештајно-пропагандне дјелатности уперене против Републике Хрватске.

## Награде и признања

### Одликовања
- Орден Његоша III реда, Република Српска (1999).
- Орден Новомученика бихаћко-петровачких, Српска православна црква Епархија бихаћко-петровачка (2021).

### Признања
- Плакета Свети Стефан, Предсједник Републике Српске (2006.).
- Златни знак Савеза логораша Републике Српске (2009.).
- Медаљон Народне скупштине Републике Српске (2023.).
- Кум Источног Сарајева, Пала, Бијељине и Добоја поводом крсних слава посвећених свецима заштитницима ових градова.